# Pacific Tri Nations 1992
El Pacific Tri Nations de 1992 fue la 10.ª edición del torneo de selecciones de rugby del Pacífico.

## Equipos participantes
- Selección de rugby de Fiyi (Flying Fijians)
- Selección de rugby de Samoa (Manu Samoa)
- Selección de rugby de Tonga (ʻIkale Tahi)

## Posiciones
| Pos. | Equipo | Encuentros | Encuentros | Encuentros | Encuentros | Tantos  | Tantos    | Tantos     | Puntos Totales |
| Pos. | Equipo | jugados    | ganados    | empatados  | perdidos   | a favor | en contra | diferencia | Puntos Totales |
| ---- | ------ | ---------- | ---------- | ---------- | ---------- | ------- | --------- | ---------- | -------------- |
| 1    | Samoa  | 2          | 2          | 0          | 0          | 42      | 33        | + 9        | 4              |
| 2    | Tonga  | 2          | 1          | 0          | 1          | 30      | 31        | - 1        | 2              |
| 3    | Fiyi   | 2          | 0          | 0          | 2          | 25      | 33        | - 8        | 0              |

Nota: Se otorgan 2 puntos al equipo que gane un partido y 1 al que empate
|  | Campeón |

## Resultados
| 13 de junio | Samoa | 22 - 17 | Tonga |  |  |

| 20 de junio | Fiyi | 16 - 20 | Samoa |  |  |

| 25 de julio | Tonga | 13 - 9 | Fiyi |  |  |